# Mahdijská křížová výprava
Mahdijská křížová výprava, nazývaná také jako berberská, byla francouzsko-janovská vojenská expedice v roce 1390 proti tuniské pevnosti Mahdie (území ovládané severoafrickou dynastií Hafsidů), která byla důležitou základnou berberských pirátů operujících ve Středomoří. 

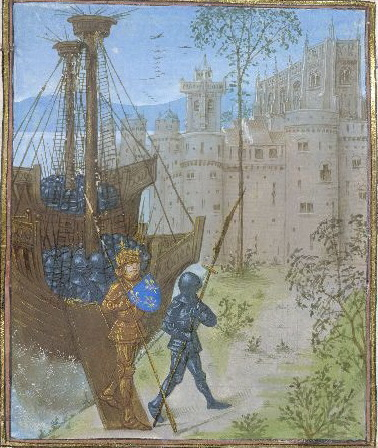
Vylodění francouzské armády v Africe na miniatuře z 15. století

Muslimská armáda tuniského sultanátu podporovaná alžírskými vojsky spojenců Tilimsánu a Bidžáje, početně převyšovala výpravu francouzských a janovských křižáků vedenou Ludvíkem II. Bourbonským, zde pobřežní pevnost uhájila při několik měsíců trvajícím křižáckém obléhání. Poté dosáhli Janované dohody s Tunisem a křižáci se nalodili a s nepořízenou odtáhli zpět za moře. Podle Froissartových kronik se jednalo o jednu z vůbec posledních křížových výprav.
Tuniský sultán Abú al-Abbás Ahmad II. a jeho spojenci zprvu reagovali na křižáckou přítomnost tím, že se vyhýbali větším bitvám a na křižáky dotírali drobnými nájezdy, čímž je přinutili se ve svém táboře opevnit. Sultán zaskočen, že na něj znenadání Francouzi zaútočili, když jeho pravými nepřáteli byli pouze Janované, dostalo se mu prostřednictvím vyslanců strohé odpovědi, že je to z důvodu „ukřižování Ježíše Krista nevěřícími“, to údajně mělo vyslance pobavit natolik, že znění jejich odpovědí mělo být, že to nebyli Židé, nýbrž přímo oni sami, kdo Ježíše přibil na kříž a přivodil mu smrt.

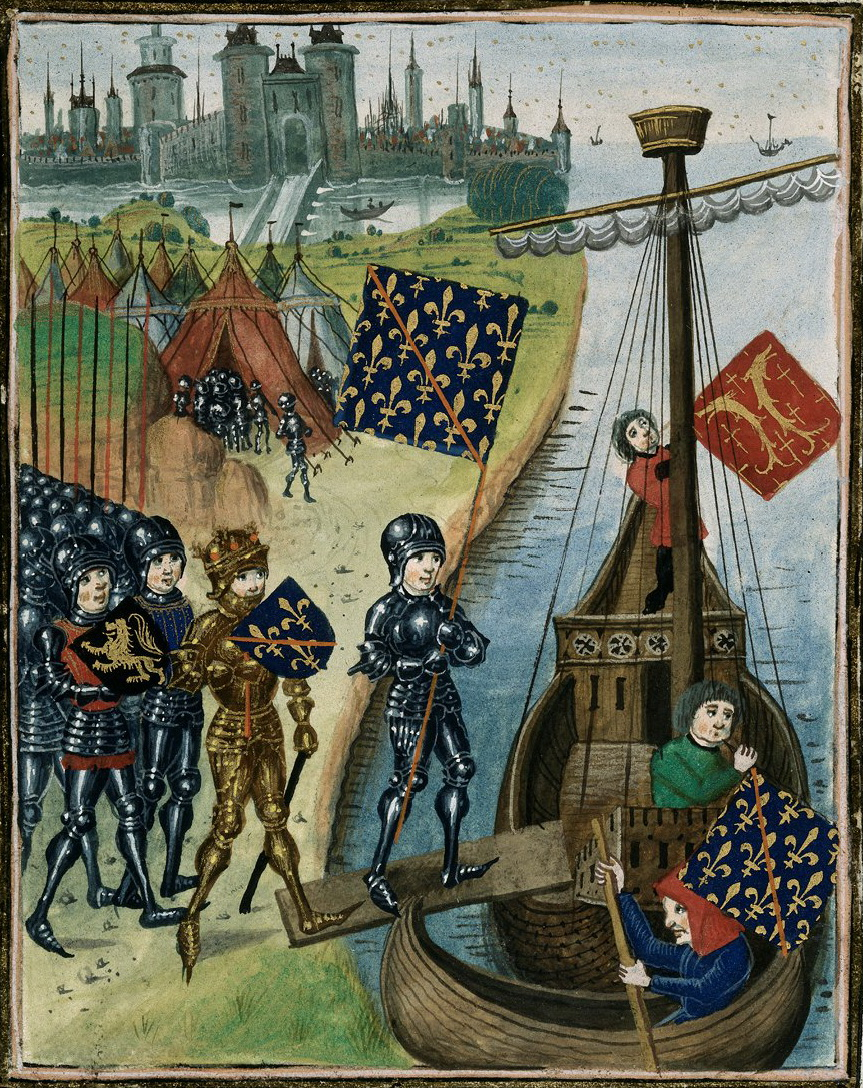
Odchod Francouzů z Afriky

Po několika měsících obléhání Mahdie byli znavení křižáci nuceni odtáhnout na základě vyjednávání Janovanů s muslimskou stranou, s níž kromě stažení vojsk dojednali také desetileté příměří. Celkové ztráty výpravy činily 274 padlých, rytířů či panošů, a to v důsledku bojů i šířících se nemocí. Kritici hodnotí křížovou výpravu jako pouhé dobrodružství a chvilkové povyražení pro Francouze, kteří si na ní na krátko odskočili z vleklé stoleté války s Anglií. Příčiny neúspěchu při obléhání se přičítají nejednotě a domýšlivosti křižáků vyznačující se podceňováním nepřítele, neznalosti prostředí, nefunkční logistice a nedostatku obléhacích zařízení. Vítězství si přivlastnily obě strany konfliktu. Muslimové mohli slavit, že úspěšně odolali invazi a přinutili cizí útočníky k ústupu. Janované mohli zase nerušeně obchodovat a Francouzi sice nezískali prakticky nic, ale jejich rytíři si vydobyli „rytířské ostruhy“. Tentýž malicherný přístup francouzských rytířů se jim o několik let později vymstil u Nikopolské křížové výpravy a zpečetil její osud.